# Lyons-la-Forêt (gemeente)
Lyons-la-Forêt is een dorp en gemeente in het Franse departement Eure. In 1999 woonden er 795 mensen. Het ligt op 46 km van Rouen en 28 km van Gisors. Het dorp is lid van Les Plus Beaux Villages de France. Lyons-la-Forêt telde op 1 januari 2022 730 inwoners.

## Geografie
De oppervlakte van Lyons-la-Forêt bedroeg op 1 januari 2022 26,99 vierkante kilometer; de bevolkingsdichtheid was toen 27 inwoners per km².

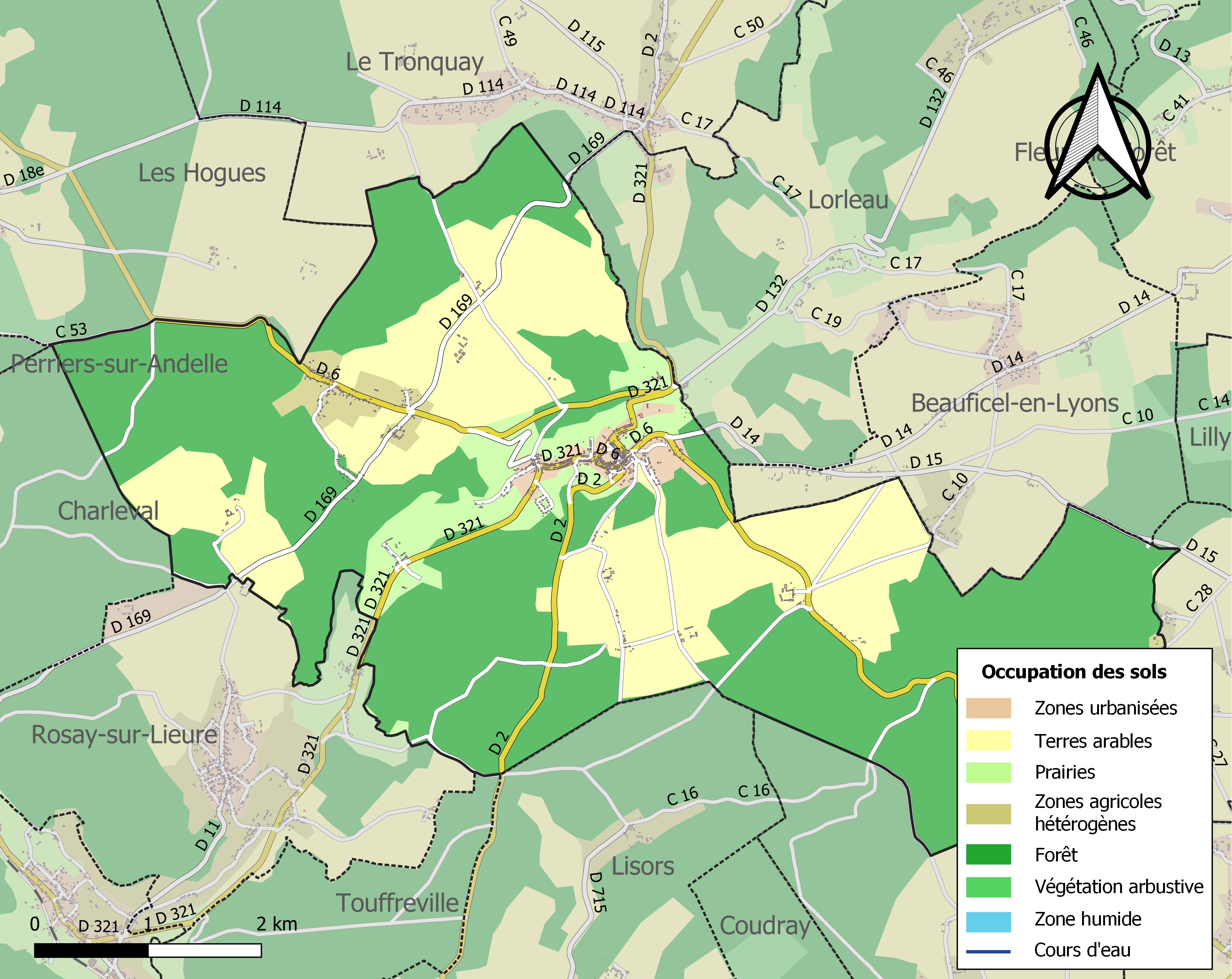
Kaart van de gemeente met belangrijkste infrastructuur, bodemgebruik en omliggende gemeenten

Lyons-la-Forêt ligt in het Forêt de Lyons, een staatsdomein van 10.600 hectare. Dit bos is het grootste van Normandië en daarnaast een van de grootste beukenbossen van Europa.
Lyons is gebouwd op de plaats waar in de 12e eeuw een burcht gebouwd werd. Het huidige centrum van Lyons ligt rondom de heuvel waarop dit kasteel lag.
In 1590 werd Lyons verwoest door een brand. Het dorp werd heropgebouwd. Tegenwoordig heeft het plaatsje grotendeels zijn 17e-eeuwse aanzien behouden. Er bevinden zich veel vakwerkhuizen in Normandische stijl uit de 17e en de 18e eeuw. De houten markthal dateert uit de 17e eeuw. De kerk, die enigszins buiten het centrum ligt, werd gebouwd tussen de 12e en de 16e eeuw.
De componist Maurice Ravel verbleef enige tijd in Lyons-la-Forêt, in het huis "Le Fresne". Hij voltooide er in 1917 het werk Le tombeau de Couperin.
In Lyons werden 2 verfilmingen van Madame Bovary van Gustave Flaubert opgenomen, respectievelijk door de regisseurs Jean Renoir en Claude Chabrol.

## Demografie
Onderstaande figuur toont het verloop van het inwonertal (bron: INSEE-tellingen).

## Afbeeldingen

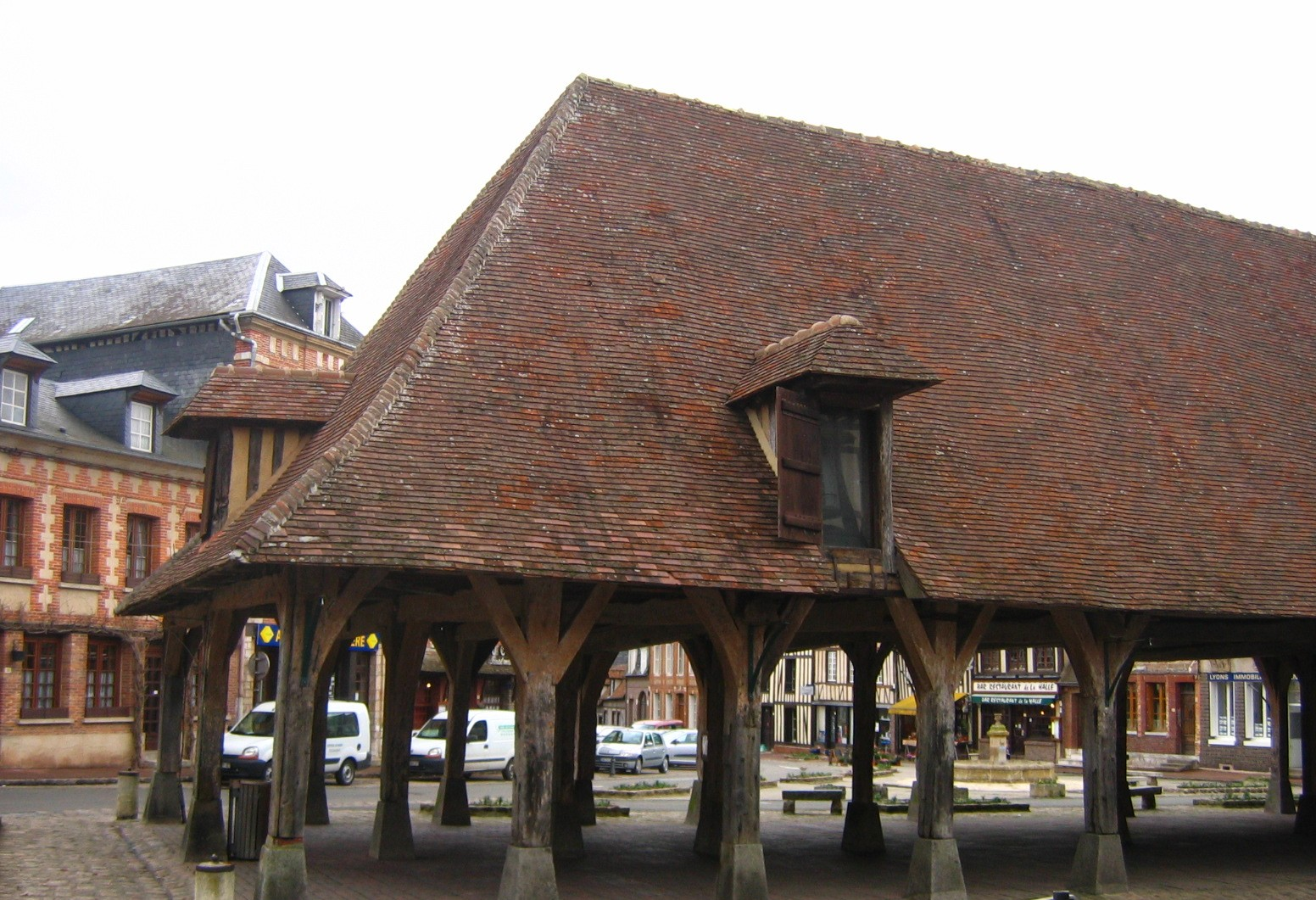
De markthal
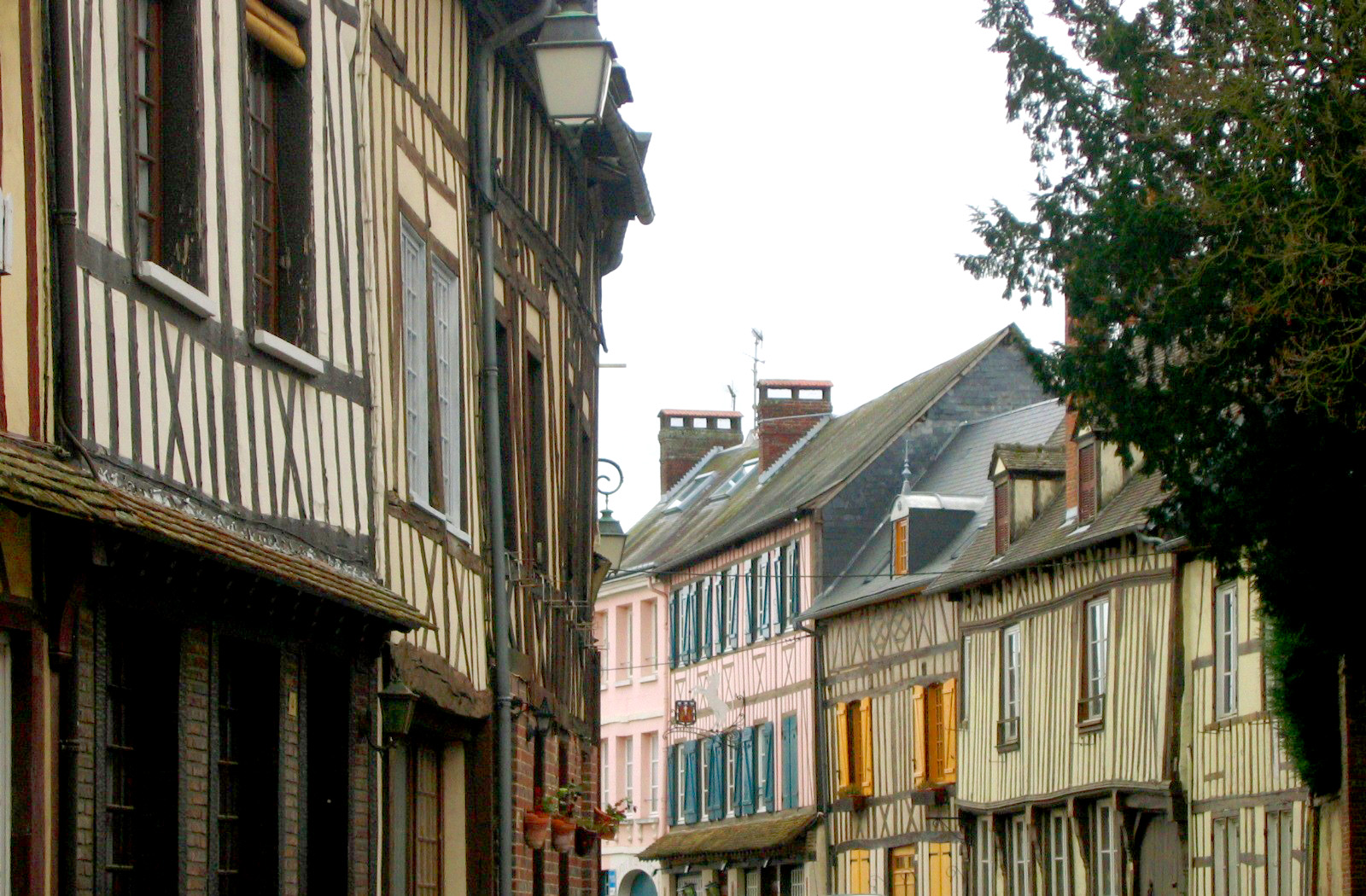
Een straat met vakwerkhuizen